# Dziewczyny z drużyny 3
Dziewczyny z drużyny 3 (oryg. Bring It On: All or Nothing) – amerykański film komediowy z 2006 roku. Drugi sequel filmu Dziewczyny z drużyny (2000).

## Obsada
- Hayden Panettiere – Britney Allen
- Marcy Rylan – Winnie Harper
- Cindy Chiu – Amber
- Danielle Savre – Brianna
- Jessica Nicole Fife – Sierra
- Jake McDorman – Brad Warner
- Solange Knowles – Camille
- Gus Carr – Jesse
- Gary Leroi Gray – Tyson
- Francia Almendárez – Leti
- Giovonnie Samuels – Kirresha
- Rihanna – ona sama
- Natasza Dawid – Klaudia Benet

i inni